# Лоладзе, Шалва
Шалва Лоладзе (груз. შალვა ლოლაძე; 16 апреля 1916 — 25 апреля 1945) — советский военнослужащий грузинской национальности, капитан военно-воздушных сил СССР, который во время Великой Отечественной войны попал в немецкий плен и вступил в грузинский легион вермахта, где ему было присвоено звание второго лейтенанта. Зачинщик восстания грузинских легионеров на голландском острове Тексел, погибший в разгар восстания.

## Биография
Служил в РККА на момент начала Великой Отечественной войны. Имел звание капитана авиации, командовал эскадрильей. Был сбит в 1942 году над территорией УССР немцами и попал в плен. Вступил в грузинский легион вермахта, нёс службу в 882-м пехотном батальоне «Царица Тамара» в звании лейтенанта. С 6 февраля 1945 года батальон дислоцировался на острове Тексел (Нидерланды) и занимался строительством немецких укреплений для подготовки к возможному отражению десанта противника. По словам выживших легионеров, немцы относились к ним с недоверием и обращались с ними достаточно плохо, огнестрельное оружие не выдавали, вследствие чего у легионеров к немцам копилась взаимная неприязнь и ненависть.
В ночь с 5 на 6 апреля 1945, надеясь на скорую высадку войск союзников, бывшие советские солдаты из числа грузинского батальона (при участии сил голландского сопротивления) подняли восстание против немцев и за короткое время практически взяли остров под свой контроль. Около 400 немецких солдат было убито в самом начале восстания: почти всем перерезали ножом горло (подавляющая часть была убита во сне). По свидетельствам выживших участников восстания, сигналом для атаки стали сказанные на русском языке зачинщиками слова: «С днём рождения» (так, группа солдат после этого сигнала убила ефрейтора 822-го батальона Алекса Рейнхарда). Однако восставшим не удалось захватить береговые батареи на севере и юге острова. В ответ немецкое командование высадило с материка десант — 2000 человек из 163-го полка морской пехоты. Они отбили остров после двух недель ожесточённых боёв.
Остатки восставших разбились на несколько групп и продолжили сопротивление, перейдя к партизанской тактике, отойдя за минные поля. 25 апреля в одном из сражений погиб Лоладзе. Боевые действия на острове продолжались даже после того, как германские войска капитулировали (5 мая в Нидерландах и 8 мая в Германии). Только 20 мая высадившиеся на остров канадские части сил Антигитлеровской коалиции смогли остановить одну из последних битв Второй мировой войны в Европе. Из участников восстания к тому моменту в живых осталось только 228 человек.
Шалва Лоладзе был похоронен вместе с сослуживцами на Грузинском военном кладбище на острове, которое получило имя Лоладзе (местные жители называют его также «Русским кладбищем»).